# Kecskeméti TE
A Kecskeméti Testedző Egyesület egy magyar labdarúgócsapat, mely 1911-ben alakult. Az egyesület és labdarúgó szakosztálya
fennállása során hosszú ideig nem tudott a másodosztálynál feljebb lépni, azonban a 2007/2008-as szezonban – első kecskeméti csapatként – megszerezte az NB II – Keleti Csoportjának bajnoki címét, azóta sorban az 5. 10. 12. 5. 7. illetve a 10. helyen végzett az élvonalban. 2011-ben megnyerte a Magyar kupát és 2012-ben második lett a Ligakupa sorozatban. 2015-ben licenc hiány miatt az MLSZ a megyei bajnokságba sorolta vissza. A klub a 2021–2022-es magyar labdarúgó-bajnoki másodosztályban friss feljutóként második lett, így a 2022-23-as szezonban újra az élvonalban játszhatott, ahol újoncként ezüstérmes helyezést ért el.

## Történet

### Előzmények
A Kecskeméti Lapok így írt 1871. május 6-án: "Labdázgató társaságot akar városunkban egy élemedettebb korú polgártársunk alakítani, mely társaság hetenként kétszer dobások és szaladgálásokban gyakorolná magát." Ez a kísérlet azonban még sikertelennek bizonyult.
1904-ben játszották az első Kecskeméti labdarúgó-mérkőzést, melyen a budapesti III. kerületi Főgimnázium legyőzte a helyi Piarista Gimnázium csapatát. 1910 májusában került sor az első Kecskeméten rendezett sportegyesületek közötti labdarúgó mérkőzésre, melyen egy helyi és egy fővárosi csapat vett részt.

### Az első évtized
A KTE-t 1911. június 11-én alapították. A klub elsősorban a helyi munkásoknak teremtett sportolási lehetőséget. Az első elnök Kéry Ferenc volt, a titkár Szabó József lett. A vezetőség tagjai voltak még Fercsy József, Budai Mihály, Thurjánszki Antal és Weisz Lajos. Először a piros és zöld színt használták klubszínnek, a lila-fehér összeállítást 1913 óta használják.
A KTE első mérkőzését 1911. augusztus 15-én játszotta, a Kecskeméti Sport Clubtól szenvedett egygólos vereséget. A második meccsét már megnyerte a csapat, a Szolnoki MÁV FC ellen, 5:1-re. A kezdőcsapat a következő volt: Szalai – Nagy, Tóth – Hegedűs, Körte, Budai – Thurjánszki, Virágh, Bobocsay, Balay, Domokos. Egy évvel később Hajdu Sándor lett az elnök, 1913. június 29-én a csapat egyesült a KSC-vel.
Az első világháború alatt 18 éven aluli játékosok alkották a csapatot, ez volt a „kis KTE”. Gyulai Ferenc tábori levelezőlapokon irányította az egyesületet. A világégés után sikerült újjászervezni a csapatot, ezt bizonyítják a Kecskeméti Közlöny 1921-ben írt sorai: "Az őszinte érdeklődés, mely a KTE jubileumát kísérte beszédes bizonysága annak, hogy az egyesület társadalmi missziót tölt be... Ma már Kecskemét város társadalmának tekintélyes részét vallhatja magáénak."
1920-ban került az elnökség soraiba Tóth László későbbi polgármester, a sakkjáték nemzetközileg is ismert szakértője, aki még sok évtizeden át segítette a KTE fejlődését. 1921-ben a klub alapításának tizedik évfordulóján zászlóavatásra és egy 400 résztvevős táncmulatsággal egybekötött vacsorára került sor. Említést érdemel, hogy ebben az évben, október 9-én 3000 néző előtt játszották a KAC elleni rangadót.
Ekkoriban a KTE a Kecskeméti Bajnokságban játszott, a következő csapatok társaságában: Kecskeméti AC, Kiskőrös, Kossuth Város, Cegléd, Szolnoki MÁV és a Szolnoki MTE.

### Zűrzavaros idők
1922-ben saját pálya építését határozta el az egyesület, Kovács Gyula, Dömötör Pál és mások adományaiból, a mai Műkertvárosban található létesítményt 1926 április 11-én avatták fel egy Ceglédi MOVE elleni mérkőzéssel. Ekkoriban játszott itt a válogatott labdarúgó, Kovács Lajos, és ezekben az időkben már külön buszjárat szállította a mérkőzések idején a szurkolókat.
A két világháború között először a Közép-, majd a Dél-kerületi bajnokságban játszott a csapat. Akkoriban nem létezett a mai, egymásra épülő bajnokságok rendszere (egészen 1942-ig). A KTE itt középcsapatnak számított, az 1929/1930-as bajnokságban a helyi rivális KAC-ot is megelőzte. Kétszer kiesett a csapat, de mindkét alkalommal még a következő szezonban vissza is került. A második világháború alatt több csapattagot is behívtak katonának vagy munkaszolgálatra, de előfordult, hogy máshonnan érkezett munkaszolgálatosokkal töltötték fel a csapatot. A háború vége előtt a következő volt a kezdőcsapat: Laczi, Mészáros, Szabó, Majtány, Husztik, Józsa, Kun, Karaizsa, Márkli II., Boda, Miklós. Ekkoriban is a jó támadójáték, de gyengébben teljesítő védelem jellemezte a KTE játékát.
A világháború után Kovács Jenő lett az egyesület elnöke, Báron László vezette a labdarúgó szakosztályt. Itt érdemes megjegyezni, hogy a KTE futballcsapata 1945. október 28-tól Kecskemét belvárosához közelebb, a Noszlopy Gáspár Park melletti pályán játszotta mérkőzéseit. Az 1946/1947-es volt az első NB II-es szezon a csapat történetében. Az első magyar totószelvényen (1947 október 5.) szerepelt a KTE – Magyar Textil mérkőzés is, mely döntetlennel zárult. Ekkor kezdődött a több évtizedes együttműködés a KTE és a Kecskeméti Konzervgyár között. A klub alapításának 35. évfordulója alkalmából szervezett ünnepséget a Katona József Színházban tartották.

### A szocializmus alatt
1949. június 28-án egyesült két kecskeméti csapat, a KTE és a KAC, az új klub a KszTE nevet kapta. A csapat új színösszeállítása a piros-kék lett, Lakó Józsefet nevezték ki elnöknek. Az egyik legerősebb játékos a Kecskeméten két éven át szereplő Fenyvesi Máté volt, ki később a Ferencvárosba igazolt. 1954. január 11-én újabb névváltoztatás után Kecskeméti Kinizsi lett a klub neve. A csapat ebben az évben ki is esett a másodosztályból, az eredeti nevét és színeit Tóth László javaslatára csak 1956. december 2-án vehette fel újra. 1961-ben fáklyás felvonulással ünnepelték, hogy a klub betöltötte a fél évszázados kort. A KTE történetében ritkaság, de ekkoriban a védelem volt a jobban teljesítő csapatrész, nem a támadósor.
A KTE ezután gyorsan visszatért, és megnyerte az NB III délkeleti csoportját, de az átszervezések miatt nem kerülhetett vissza a másodosztályba. 1964-ben a csapat a megyei bajnokságba esett vissza, de 1966-ban már ismét az NB II-be (akkor harmadosztály) jutott fel, ahol ezúttal két idényt játszott végig, majd egy kisebb visszaesés következett be a klub életében.
1972-ben hozták újra létre a KSC-t (előtte Kecskeméti Dózsa), a Kecskeméti Sport Clubot, labdarúgócsapatuk először az 1974/1975-ös idényben játszott a KTE-vel. Bár a két klub a későbbiek során is a második és a harmadik osztály között ingadozott, de "rangadóik" mindig nagy városi sporteseménynek számítottak. A zömében munkás amatőrökből álló KTE-t a tanácsi városvezetés soha nem érezte magáénak a rendszerváltás előtti 45 év alatt sem, de a szurkolók közt mindig is nagyobb népszerűségnek örvendett a városban.
Az 1973/1974-es idényben újra NB II-es volt a KTE, de a 14. hely nem volt elég a bennmaradáshoz. 1978-ban egy szigorú fegyelmi vizsgálat és osztályozók után ismét kiesett a megyei bajnokságba. A csapat kiváló játékosa, Némedi is ebben az évben szenvedett kettős lábtörést a Gyöngyösi Spartacus ellen. Csak 1981-ben sikerült a visszatérés.

### A rendszerváltás után
1990-ben Sz. Tóth Antal edző vezetésével a csapat bajnok lett az NB III Alföld csoportjában, de a másodosztályban nem tudott tartósan megmaradni.
1995-ben a KTE immár harmadik alkalommal jutott fel a másodosztályba, miután ismét megnyerte az NB III Alföld csoportját. Ez volt a Linka József edző nevével fémjelzett csapat, mely újoncként az első helyen zárta az őszi idényt, azonban a várt feljutás ezúttal is elmaradt. Ekkor költözött át a KTE a Széktói Stadionba. 1997-ben az önkormányzat "dobra verte" a régi Kurucz körúti pályát, melyet a megelőző években az amatőr sportolók, és a Kecskeméti MÁV, illetve a Tiszaug megyei szintű labdarúgócsapatai használtak.
1999-ben egy álfúzió jött létre a két klub között, és a KTE illetve a KSC-RSC névleges egyesüléséből létrejött a KFC (Kecskeméti Futball Club). A csapatot működtető kft. főszponzora az ismert vállalkozó Jámbor János lett. Az egykori újpesti labdarúgó, Nagy László vezetőedző a 2000-01-es szezonban bajnokesélyes csapatot hozott létre a hírös városban. A feljutás azonban ismét elmaradt. Jámbor 2003-ban kiszállt a kecskeméti labdarúgásból, s annak játékjogát átruházta az újjáélesztett Vasasra.
1998-ban a régi-új elnök, Pinczés István korosabb és ifi korú játékosokkal újraélesztette a szünetelő KTE labdarúgást a megyei III-as osztályban indulva. A próbálkozás mindössze 2 évet ért meg.
2003 nyarán a Kispest Honvéd volt tulajdonosi köre élén Koncz Lászlóval és Vida Pállal megvásárolta az NB I/B-ben szereplő Büki TK-t működtető kft.-t, s a joggal Kecskeméten az NB I/B-ben újraindította a csapatot.

### A sikeres jelen
2006-ban két kecskeméti vállalkozás megvásárolta a helyi NB II-es csapatot menedzselő KTE Kft.-t. A Rózsa Pál és Versegi János tulajdonosok nevével fémjelzett vezetés a kecskeméti kötődésű Török László vezetőedzővel kezdte meg az őszi idényt. Hamarosan azonban a gyengébb eredmények után gyors névváltozások történtek a szakmai vezetésben. Varga István, majd Nagy Tamás ült le néhány mérkőzés erejéig a kispadra. 2007 nyarán a szabadkai Szivics Tomiszlav és szakemberei vették át a csapat irányítását. Sikeres munkájuk nyomán, egy zsinórban 14 győzelmet hozó "tavaszi hadjárat" végén a csapat az első helyen végzett.
A 97 éve várt feljutásnak köszönhetően Kecskeméten a futball népszerűsége és nézettsége jelentősen megugrott. A történelmi siker nem utolsósorban a biztos anyagi háttérnek, a helyi vállalkozók és a város összefogásának köszönhető. Az új tulajdonosok számos újítást vezettek be: átalakították a csapat struktúráját, nyitottak a szurkolók felé (honlap, szurkolói bolt, esetenként ingyenes buszoztatás az idegenbeli meccsekre), és fejlesztették a médiakapcsolatokat. A megyei jogú város önkormányzata is jelentős mértékben állt a csapat mellé, anyagi és egyéb eszközeivel. Az NB I-be jutás után minden évben sikerült főszponzort találni. 2008-11 között a hulladékfeldolgozással és környezetvédelemmel foglalkozó Ereco Zrt. lett a csapat névadó szponzora, 2011-12-es szezonban a Szerencsejáték Zrt. volt a főszponzor, míg 2012-től a Phoenix Mecano AG svájci központú multinacionális cégcsoport magyarországi leányvállalata, a Phoenix Mecano Kecskemét Kft. lett a névszponzor.

### A centenárium
A Kecskeméti TE 2011. június 11-én ünnepelte fennállásának századik évfordulóját. Ennek jegyében a 2010-2011-es bajnoki szezon előtt nyilvános csapatbemutatót szerveztek, melyre közel 1000 szurkoló látogatott ki. A játékosok mezeire a régi, babérlevelekkel ékesített címer került fel.
A szezon felemás sikereket hozott, hiszen rossz kezdés után edzőváltás lett a sorozatos kudarcok vége. Urbányi István helyére a korábbi sikeredző Tomiszlav Szivics tért vissza, akinek irányításával a csapat végül megkapaszkodott az NB1-ben és megnyerte a Magyar Kupát.
A kupagyőzelem azt jelentette, hogy a KTE kvalifikálta magát az Európa Ligába, kijutva ezzel a nemzetközi porondra. A klub végül veretlenül búcsúzott a sorozattól, hazai pályán 1-1-et, idegenben 0-0-t ért el az együttes a kazah Aktobe ellen, mely végül idegenben lőtt góljával jutott tovább. A KTE gólját Szinisa Radanovics jegyezte.

### Az utolsó élvonalbeli évek
A 2011-2012-es évben további két finálét is vívott a Kecskemét a Videotonnal, mindkettőt a Széktói Stadionban. Ugyan sem a Szuperkupa (0-1), sem a Ligakupa (0-3) megnyerése nem sikerült, ám összességében szűk egy év alatt, három kupadöntőt játszott a KTE, a szezont pedig az ötödik helyen zárta. Az EL indulás is majdnem összejött, hiszen csak egy pont hiányzott az Európa Liga indulást érő negyedik helyhez.
A 2012-2013-as idény Török László, majd Horváth Ferenc vezetőedző irányítása mellett, végül 7. helyet hozott. A 2013-2014-es idénynek már Bekő Balázs irányításával futott neki a csapat, mely a 10. helyet szerezte meg, a csapat legjobbjának Vladan Szavicsot választották a szurkolók. A 2014-2015-ös szezon a búcsút jelentette az élvonaltól, mert bár Bekő mester irányításával a 9. helyet sikerült elcsípni, NBI-es licenc hiányában nem indított csapatot a KTE, a névhasználati joggal rendelkező kft. gyakorlatilag megszűnt.

### Három év a megyei bajnokságban, vissza a tradíciókhoz
Kecskeméten a KLC-KTE SI felnőtt csapata maradt a legmagasabb osztályú együttes, ez a megye I-es bajnokságot, tehát a negyedosztályt jelentette. 2016 telén megalakult a Kecskeméti LC Kft., mely teljes mértékben átvette a felnőtt együttes működtetését a sportiskolától, majd 2017 nyarán 100 százalékos tulajdonrészt szerzett a cégben a Horváth Építőmester Zrt. (HÉP).
2016-ban a negyedik helyen zárt az együttes, 2017-ben nagy csatában szorult a második helyre, majd 2018-ban azonban szinte hibátlan teljesítménnyel bajnoki címet sikerült szerezni, és a Hajdúböszörmény elleni sikeres osztályozó után, feljutott az NBIII-ba a klub.
A három év megyei száműzetés után a tradíciók ápolását is tovább lehetett folytatni, ugyanis a névhasználati jogot birtokló KTE egyesülettel folytatott sikeres tárgyalások után újra KTE névem indulhatott már az együttes.

### Vissza az első osztályba
2018-ban sikerült feljutnia az NB III-ba a klubnak, ahol három szezont töltött el. Szabó Tibor irányításával újoncként 9. lett a csapat, majd Zoran Kuntics vette át az irányítást, akivel azonban nem jöttek az eredmények, így még a 2019-2020-as idény őszén menesztették. Helyét Gombos Zsolt vette át, a bajnokságot azonban két tavaszi forduló után félbeszakították és lezárták a koronavírus járvány miatt. A 2020-2021-es bajnoki évnek a feljutás céljával vágott neki a klub, mely végül második helyen végzett a csoportban,de mivel a bajnok Iváncsa nem kért licencet a másodosztályú bajnokságra, ezért a KTE jutott fel. A Kecskeméti TE 2008 után tért vissza a másodosztályba.
A Kecskemét friss feljutóként rögtön a második helyen végzett az NB II-ben, hét év után visszajutva az első osztályba. Az NB I legkisebb költségvetéséből gazdálkodva, nagy meglepetésre az újonc KTE dobogós helyezést ért el az élvonalban. A magyar labdarúgó bajnokságok több mint 120 éves történelmében ez volt mindössze az ötödik eset, hogy az élvonalban egy újonc dobogóra állhatott.

## A feljutás és az élvonalbeli évek statisztikái
- A Kecskeméti TE 2023–2024-es szezonja
- A Kecskeméti TE 2022-2023-as szezonja
- A Kecskeméti TE 2013–2014-es szezonja
- A Kecskeméti TE 2012–2013-as szezonja
- A Kecskeméti TE 2011–2012-es szezonja
- A Kecskeméti TE 2010–2011-es szezonja
- A Kecskeméti TE 2009–2010-es szezonja
- A Kecskeméti TE 2008–2009-es szezonja
- A Kecskeméti TE 2007–2008-as szezonja
- A Kecskeméti TE 2006–2007-es szezonja

## Az elmúlt évek eredményei az alsóbb osztályokban
Az alábbi táblázatban látható a Kecskeméti TE bajnoki szerepléseinek listája az elmúlt évtizedekből. A bajnokságoknál zöld háttér jelöli a másodosztályt, sárga a harmadosztályt, piros a harmadosztály alatti bajnokságokat. Az elért helyezéseknél arany háttér jelöli a bajnoki címeket, ezüst és bronz a második illetve harmadik helyeket, míg piros a kiesést.
| Eredménylista 1988-1998 | Eredménylista 1988-1998 | Eredménylista 1988-1998 | Eredménylista 1988-1998 | Eredménylista 1988-1998 | Eredménylista 1988-1998 | Eredménylista 1988-1998 | Eredménylista 1988-1998 | Eredménylista 1988-1998 | Eredménylista 1988-1998 | Eredménylista 1988-1998 |
| ----------------------- | ----------------------- | ----------------------- | ----------------------- | ----------------------- | ----------------------- | ----------------------- | ----------------------- | ----------------------- | ----------------------- | ----------------------- |
| Szezon                  | Bajnokság               | H                       | M                       | Gy                      | D                       | V                       | LG                      | KG                      | P                       | Megjegyzés              |
| 1997/98                 | NB I/B                  | 14.                     | 38                      | 13                      | 7                       | 18                      | 36                      | 50                      | 46                      |                         |
| 1996/97                 | NB II Kelet             | 9.                      | 28                      | 11                      | 6                       | 11                      | 31                      | 32                      | 39                      | Ugyanitt a KSC 12. lett |
| 1995/96                 | NB II Kelet             | 5.                      | 28                      | 16                      | 4                       | 8                       | 36                      | 34                      | 52                      | Ugyanitt a KSC 15. lett |
| 1994/95                 | NB III Alföld           | 1.                      | 30                      | 20                      | 6                       | 4                       | 82                      | 21                      | 66                      | Ugyanitt a KSC 8. lett  |
| 1993/94                 | NB III Alföld           | 7.                      | 30                      | 14                      | 6                       | 10                      | 47                      | 23                      | 34                      | Ugyanitt a KSC 2. lett  |
| 1992/93                 | NB III Alföld           | 11.                     | 30                      | 9                       | 8                       | 13                      | 36                      | 42                      | 26                      | Ugyanitt a KSC 2. lett  |
| 1991/92                 | NB III Alföld           | 2.                      | 30                      | 21                      | 5                       | 4                       | 61                      | 21                      | 47                      |                         |
| 1990/91                 | NB II Kelet             | 15.                     | 30                      | 8                       | 6                       | 16                      | 27                      | 57                      | 22                      | Ugyanitt a KSC 10. lett |
| 1989/90                 | NB III Alföld           | 1.                      | 30                      | 19                      | 3                       | 8                       | 55                      | 31                      | 60                      |                         |
| 1988/89                 | NB III Alföld           | 9                       | 30                      | 10                      | 3+5                     | 12                      | 43                      | 37                      | 41                      |                         |

| Eredménylista 1978-1988 | Eredménylista 1978-1988 | Eredménylista 1978-1988 | Eredménylista 1978-1988 | Eredménylista 1978-1988 | Eredménylista 1978-1988 | Eredménylista 1978-1988 | Eredménylista 1978-1988 | Eredménylista 1978-1988 | Eredménylista 1978-1988 | Eredménylista 1978-1988       |
| ----------------------- | ----------------------- | ----------------------- | ----------------------- | ----------------------- | ----------------------- | ----------------------- | ----------------------- | ----------------------- | ----------------------- | ----------------------------- |
| Szezon                  | Bajnokság               | H                       | M                       | Gy                      | D                       | V                       | LG                      | KG                      | P                       | Megjegyzés                    |
| 1987/88                 | NB III Körös            | 10.                     | 30                      | 12                      | 3                       | 15                      | 45                      | 47                      | 27                      |                               |
| 1986/87                 | NB III Körös            | 6.                      | 30                      | 12                      | 8                       | 10                      | 46                      | 35                      | 32                      | Ugyanitt a KSC 1. lett        |
| 1985/86                 | NB III Körös            | 6.                      | 30                      | 10                      | 9                       | 11                      | 48                      | 45                      | 29                      | Ugyanitt a KSC 2. lett        |
| 1984/85                 | NB III Körös            | 2.                      | 30                      | 19                      | 4                       | 7                       | 71                      | 48                      | 42                      |                               |
| 1983/84                 | NB III Körös            | 9.                      | 30                      | 10                      | 9                       | 11                      | 50                      | 59                      | 29                      |                               |
| 1982/83                 | NB III Körös            | 5.                      | 28                      | 13                      | 10                      | 5                       | 55                      | 41                      | 36                      |                               |
| 1981/82                 | NB III Körös            | 9.                      | 30                      | 9                       | 10                      | 11                      | 39                      | 36                      | 28                      |                               |
| 1980/81                 | Megyei I                | 5.                      | 34                      | 15                      | 12                      | 7                       | 56                      | 39                      | 42                      | Ugyanitt a Mezőfi SE 7. lett  |
| 1979/80                 | Megyei I                | 3.                      | 34                      | 22                      | 7                       | 5                       | 83                      | 34                      | 51                      | Ugyanitt a Mezőfi SE 11. lett |
| 1978/79                 | Megyei I                | 4.                      | 38                      | 22                      | 10                      | 6                       | 74                      | 37                      | 54                      | Ugyanitt a Mezőfi SE 6. lett  |

| Eredménylista 1969-1978 | Eredménylista 1969-1978 | Eredménylista 1969-1978 | Eredménylista 1969-1978 | Eredménylista 1969-1978 | Eredménylista 1969-1978 | Eredménylista 1969-1978 | Eredménylista 1969-1978 | Eredménylista 1969-1978 | Eredménylista 1969-1978 | Eredménylista 1969-1978                                        |
| ----------------------- | ----------------------- | ----------------------- | ----------------------- | ----------------------- | ----------------------- | ----------------------- | ----------------------- | ----------------------- | ----------------------- | -------------------------------------------------------------- |
| Szezon                  | Bajnokság               | H                       | M                       | Gy                      | D                       | V                       | LG                      | KG                      | P                       | Megjegyzés                                                     |
| 1977/78                 | NB III Közép            | 13.                     | 38                      | 18                      | 8                       | 12                      | 58                      | 49                      | 34                      | 10 pont levonva, osztályozó után kiesés Ugyanitt a KSC 3. lett |
| 1976/77                 | NB III Délkelet         | 12.                     | 38                      | 15                      | 9                       | 14                      | 61                      | 59                      | 39                      | Ugyanitt a KSC 9. lett                                         |
| 1975/76                 | NB III Délkelet         | 6.                      | 38                      | 16                      | 10                      | 12                      | 52                      | 52                      | 42                      | Ugyanitt a KSC 13. lett                                        |
| 1974/75                 | NB III Délkelet         | 11.                     | 38                      | 13                      | 9                       | 16                      | 53                      | 55                      | 35                      | Ugyanitt a KSC 2. lett Ugyanitt a Mezőfi SE 18. lett           |
| 1973/74                 | NB II Kelet             | 14.                     | 30                      | 7                       | 7                       | 16                      | 32                      | 54                      | 21                      |                                                                |
| 1972/73                 | NB III Délkelet         | 1.                      | 30                      | 19                      | 7                       | 4                       | 73                      | 38                      | 45                      |                                                                |
| 1971/72                 | NB III Délkelet         | 2.                      | 30                      | 16                      | 4                       | 10                      | 59                      | 34                      | 36                      | Ugyanitt a Mezőfi SE 3. lett                                   |
| 1970/71                 | NB III Közép            | 12.                     | 30                      | 8                       | 9                       | 13                      | 41                      | 39                      | 25                      |                                                                |
| 1970                    | NB III Közép            | 11.                     | 15                      | 5                       | 3                       | 7                       | 18                      | 21                      | 13                      |                                                                |
| 1969                    | NB II Kelet             | 14.                     | 30                      | 8                       | 7                       | 15                      | 38                      | 51                      | 23                      |                                                                |

| Eredménylista 1960-1968 | Eredménylista 1960-1968 | Eredménylista 1960-1968 | Eredménylista 1960-1968 | Eredménylista 1960-1968 | Eredménylista 1960-1968 | Eredménylista 1960-1968 | Eredménylista 1960-1968 | Eredménylista 1960-1968 | Eredménylista 1960-1968 | Eredménylista 1960-1968  |
| ----------------------- | ----------------------- | ----------------------- | ----------------------- | ----------------------- | ----------------------- | ----------------------- | ----------------------- | ----------------------- | ----------------------- | ------------------------ |
| Szezon                  | Bajnokság               | H                       | M                       | Gy                      | D                       | V                       | LG                      | KG                      | P                       | Megjegyzés               |
| 1968                    | NB II Kelet             | 11.                     | 30                      | 9                       | 9                       | 12                      | 39                      | 51                      | 27                      |                          |
| 1967                    | NB II Kelet             | 8.                      | 30                      | 10                      | 10                      | 10                      | 27                      | 32                      | 30                      |                          |
| 1966                    | NB III Délkelet         | 1.                      | 30                      | 16                      | 11                      | 3                       | 54                      | 23                      | 43                      |                          |
| 1965                    | Megye I (Észak)         | 1.                      |                         |                         |                         |                         |                         |                         |                         | osztályozó után feljutás |
| 1964                    | NB III Délkelet         | 13.                     | 30                      | 9                       | 8                       | 13                      | 41                      | 46                      | 26                      |                          |
| 1963                    | NB III Délkelet         | 8.                      | 15                      | 6                       | 3                       | 6                       | 20                      | 19                      | 15                      |                          |
| 1962/63                 | NB III Délkelet         | 7.                      | 30                      | 13                      | 3                       | 14                      | 35                      | 34                      | 29                      |                          |
| 1961/62                 | NB III Délkelet         | 10.                     | 30                      | 10                      | 8                       | 12                      | 51                      | 49                      | 28                      |                          |
| 1960/61                 | NB III Délkelet         | 4.                      | 30                      | 14                      | 7                       | 9                       | 43                      | 31                      | 35                      |                          |
| 1959/60                 | NB III Délkelet         | 9.                      | 30                      | 11                      | 8                       | 11                      | 35                      | 32                      | 30                      |                          |

| Eredménylista 1950-1959 | Eredménylista 1950-1959 | Eredménylista 1950-1959 | Eredménylista 1950-1959 | Eredménylista 1950-1959 | Eredménylista 1950-1959 | Eredménylista 1950-1959 | Eredménylista 1950-1959 | Eredménylista 1950-1959 | Eredménylista 1950-1959 | Eredménylista 1950-1959               |
| ----------------------- | ----------------------- | ----------------------- | ----------------------- | ----------------------- | ----------------------- | ----------------------- | ----------------------- | ----------------------- | ----------------------- | ------------------------------------- |
| Szezon                  | Bajnokság               | H                       | M                       | Gy                      | D                       | V                       | LG                      | KG                      | P                       | Megjegyzés                            |
| 1958/59                 | NB III Délkelet         | 2.                      | 30                      | 14                      | 8                       | 8                       | 52                      | 23                      | 36                      |                                       |
| 1957/58                 | NB III Délkelet         | 1.                      | 30                      | 18                      | 9                       | 3                       | 59                      | 21                      | 45                      | Az átszervezések miatt nem jutott fel |
| 1957                    | Megye I                 | 3.                      |                         |                         |                         |                         |                         |                         |                         |                                       |
| 1956                    | Megye I                 | 7.                      |                         |                         |                         |                         |                         |                         |                         | Kecskeméti Kinizsi                    |
| 1955                    | Megye I                 | 3.                      |                         |                         |                         |                         |                         |                         |                         | Kecskeméti Kinizsi                    |
| 1954                    | NB II Dél               | 11.                     | 30                      | 13                      | 2                       | 15                      | 52                      | 58                      | 28                      | Kecskeméti Kinizsi                    |
| 1953                    | NB II Dél               | 10.                     | 30                      | 10                      | 8                       | 12                      | 35                      | 43                      | 28                      | KszTE                                 |
| 1952                    | NB II Dél               | 7.                      | 34                      | 15                      | 5                       | 14                      | 44                      | 60                      | 35                      | KszTE                                 |
| 1951                    | NB II Dél               | 8.                      | 26                      | 8                       | 9                       | 9                       | 43                      | 43                      | 25                      | KszTE                                 |
| 1950                    | NB II Dél               | 6.                      | 14                      | 5                       | 4                       | 5                       | 25                      | 25                      | 14                      | KszTE                                 |

| Eredménylista 1940-1950 | Eredménylista 1940-1950          | Eredménylista 1940-1950 | Eredménylista 1940-1950 | Eredménylista 1940-1950 | Eredménylista 1940-1950 | Eredménylista 1940-1950 | Eredménylista 1940-1950 | Eredménylista 1940-1950 | Eredménylista 1940-1950 | Eredménylista 1940-1950                        |
| ----------------------- | -------------------------------- | ----------------------- | ----------------------- | ----------------------- | ----------------------- | ----------------------- | ----------------------- | ----------------------- | ----------------------- | ---------------------------------------------- |
| Szezon                  | Bajnokság                        | H                       | M                       | Gy                      | D                       | V                       | LG                      | KG                      | P                       | Megjegyzés                                     |
| 1949/50                 | NB II Dél                        | 5.                      | 30                      | 15                      | 3                       | 12                      | 45                      | 52                      | 33                      | KszTE                                          |
| 1948/49                 | NB II Dél                        | 4.                      | 30                      | 13                      | 6                       | 11                      | 73                      | 49                      | 32                      | KMTE Ugyanitt a KAC 11. lett                   |
| 1947/48                 | NB II Dél                        | 5.                      | 26                      | 11                      | 6                       | 9                       | 61                      | 55                      | 28                      | KMTE                                           |
| 1946/47                 | NB II Dél                        | 11.                     | 25                      | 8                       | 3                       | 14                      | 48                      | 54                      | 21                      | KMTE Ugyanitt a KAC 10. lett                   |
| 1945/46                 | Déli LASZ I. o., Kecskeméti Alo. | 1.                      | 20                      | 13                      | 2                       | 5                       | 63                      | 27                      | 28                      | KMTE a feljutásért vívott osztályozón kikapott |
| 1945 tavasz-nyár        | Szegedi ker. I. o. Észak         | 5.                      | 10                      | 3                       | 1                       | 6                       | 31                      | 32                      | 7                       | Ugyanitt a KAC 1. lett                         |
| 1943/44                 | NB III Pestkörnyék               | 6.                      | 22                      | 9                       | 5                       | 8                       | 52                      | 47                      | 22                      | Ugyanitt a KAC 9. lett                         |
| 1942/43                 | NB III Közép                     |                         |                         |                         |                         |                         |                         |                         |                         |                                                |
| 1941/42                 | Dél-magyarországi Alo. Észak     | 5.                      | 13                      | 5                       | 2                       | 6                       | 28                      | 26                      | 12                      | A bajnokság májusban félbeszakadt              |
| 1940/41                 | Dél-magyarországi Alo. Észak     | 8.                      | 22                      | 8                       | 5                       | 9                       | 56                      | 52                      | 21                      |                                                |

| Eredménylista 1930-1940 | Eredménylista 1930-1940           | Eredménylista 1930-1940 | Eredménylista 1930-1940 | Eredménylista 1930-1940 | Eredménylista 1930-1940 | Eredménylista 1930-1940 | Eredménylista 1930-1940 | Eredménylista 1930-1940 | Eredménylista 1930-1940 | Eredménylista 1930-1940 |
| ----------------------- | --------------------------------- | ----------------------- | ----------------------- | ----------------------- | ----------------------- | ----------------------- | ----------------------- | ----------------------- | ----------------------- | ----------------------- |
| Szezon                  | Bajnokság                         | H                       | M                       | Gy                      | D                       | V                       | LG                      | KG                      | P                       | Megjegyzés              |
| 1939/40                 | Szegedi Alosztály                 | 6.                      | 22                      | 9                       | 5                       | 8                       | 52                      | 47                      | 22                      | Ugyanitt a KAC 2. lett  |
| 1938/39                 | Dél-Kerületi Bajnokság II.        | 1.                      |                         |                         |                         |                         |                         |                         |                         |                         |
| 1937/38                 | Dél-Kerületi Bajnokság            |                         |                         |                         |                         |                         |                         |                         |                         |                         |
| 1936/37                 | Dél-Kerületi Bajnokság            | 6.                      |                         |                         |                         |                         |                         |                         |                         |                         |
| 1935/36                 | Dél-Kerületi Bajnokság II.        | 1.                      |                         |                         |                         |                         |                         |                         |                         |                         |
| 1934/35                 | Dél-Kerületi Bajnokság            | 13.                     |                         |                         |                         |                         |                         |                         |                         |                         |
| 1933/34                 |                                   | 12.                     |                         |                         |                         |                         |                         |                         |                         |                         |
| 1932/33                 |                                   | 9.                      |                         |                         |                         |                         |                         |                         |                         |                         |
| 1931/32                 |                                   | 10.                     |                         |                         |                         |                         |                         |                         |                         |                         |
| 1930/31                 | KÖLASZ I. osztály Dratsay csoport | 4.                      | 12                      | 6                       | 2                       | 4                       | 27                      | 22                      | 14                      | Ugyanitt a KAC 8. lett  |

| Eredménylista 1920-1930 | Eredménylista 1920-1930  | Eredménylista 1920-1930 | Eredménylista 1920-1930 | Eredménylista 1920-1930 | Eredménylista 1920-1930 | Eredménylista 1920-1930 | Eredménylista 1920-1930 | Eredménylista 1920-1930 | Eredménylista 1920-1930 | Eredménylista 1920-1930 |
| ----------------------- | ------------------------ | ----------------------- | ----------------------- | ----------------------- | ----------------------- | ----------------------- | ----------------------- | ----------------------- | ----------------------- | ----------------------- |
| Szezon                  | Bajnokság                | H                       | M                       | Gy                      | D                       | V                       | LG                      | KG                      | P                       | Megjegyzés              |
| 1929/30                 | Dél-kerületi Bajnokság   | 3.                      |                         |                         |                         |                         |                         |                         |                         | Ugyanitt a KAC 4. lett  |
| 1928/29                 | Dél-kerületi Bajnokság   | 8.                      |                         |                         |                         |                         |                         |                         |                         |                         |
| 1927/28                 | Dél-kerületi Bajnokság   | 9.                      |                         |                         |                         |                         |                         |                         |                         |                         |
| 1926/27                 | Közép-kerületi Bajnokság | 7.                      |                         |                         |                         |                         |                         |                         |                         |                         |
| 1925/26                 | Közép-kerületi Bajnokság | 5.                      |                         |                         |                         |                         |                         |                         |                         |                         |
| 1924/25                 | Közép-kerületi Bajnokság |                         |                         |                         |                         |                         |                         |                         |                         |                         |
| 1923/24                 | Közép-kerületi Bajnokság | 4.                      |                         |                         |                         |                         |                         |                         |                         |                         |
| 1922/23                 | Közép-kerületi Bajnokság | 3.                      |                         |                         |                         |                         |                         |                         |                         | Ugyanitt a KAC 1. lett  |
| 1921/22                 | Közép-kerületi Bajnokság |                         |                         |                         |                         |                         |                         |                         |                         |                         |
| 1920/21                 | Közép-kerületi Bajnokság |                         |                         |                         |                         |                         |                         |                         |                         |                         |

| Eredménylista 1912-1920 | Eredménylista 1912-1920       | Eredménylista 1912-1920 | Eredménylista 1912-1920 | Eredménylista 1912-1920 | Eredménylista 1912-1920 | Eredménylista 1912-1920 | Eredménylista 1912-1920 | Eredménylista 1912-1920 | Eredménylista 1912-1920 | Eredménylista 1912-1920 |
| ----------------------- | ----------------------------- | ----------------------- | ----------------------- | ----------------------- | ----------------------- | ----------------------- | ----------------------- | ----------------------- | ----------------------- | ----------------------- |
| Szezon                  | Bajnokság                     | H                       | M                       | Gy                      | D                       | V                       | LG                      | KG                      | P                       | Megjegyzés              |
| 1919/20                 | Közép-kerületi Bajnokság      |                         |                         |                         |                         |                         |                         |                         |                         | Ugyanitt a KAC 1. lett  |
| 1918/19                 | Közép-kerületi Bajnokság      |                         |                         |                         |                         |                         |                         |                         |                         |                         |
| 1917/18                 | Közép-kerületi Bajnokság      |                         |                         |                         |                         |                         |                         |                         |                         |                         |
| 1916/17                 | Közép-kerületi Bajnokság      |                         |                         |                         |                         |                         |                         |                         |                         |                         |
| 1913/14                 | Közép-kerület Kecskeméti alo. | 5.                      |                         |                         |                         |                         |                         |                         |                         | Ugyanitt a KAC 2. lett  |
| 1912/13                 | Közép-kerület Kecskeméti alo. | 5.                      |                         |                         |                         |                         |                         |                         |                         | Ugyanitt a KAC 1. lett  |

## Kupaszereplés
| A Kecskeméti TE szereplése a magyar kupában 1980-tól | A Kecskeméti TE szereplése a magyar kupában 1980-tól | A Kecskeméti TE szereplése a magyar kupában 1980-tól |
| ---------------------------------------------------- | ---------------------------------------------------- | ---------------------------------------------------- |
| Szezon                                               | Legutolsó forduló                                    | Utolsó ellenfél                                      |
| 2022-2023                                            | 9. forduló / Főtábla 4. forduló (16 közé jutásért)   | Győri ETO FC                                         |
| 2021-2022                                            | Nyolcaddöntő                                         | Budapest Honvéd FC                                   |
| 2020-2021                                            | 7. forduló / Főtábla 2. forduló (32 közé jutásért)   | Kisvárda FC                                          |
| 2019-2020                                            | 7. forduló / Főtábla 2. forduló (32 közé jutásért)   | Lipót Pékség SE                                      |
| 2018-2019                                            | 6. forduló / Főtábla 1. forduló (64 közé jutásért)   | Lipót Pékség SE                                      |
| 2017-2018                                            | 6. forduló / Főtábla 1. forduló (64 közé jutásért)   | Mezőkövesdi SE                                       |
| 2016-2017                                            | 8. forduló / Főtábla 3. forduló (16 közé jutásért)   | Gyirmót FC Győr                                      |
| 2015-2016                                            | Nem jutott a főtáblára                               | Nem jutott a főtáblára                               |
| 2014-2015                                            | 3. forduló (16 közé jutásért)                        | Vác FC                                               |
| 2013-2014                                            | Nyolcaddöntő                                         | MTK Budapest                                         |
| 2012-2013                                            | 2. forduló (32 közé jutásért)                        | Nyíregyháza Spartacus FC                             |
| 2011-2012                                            | Nyolcaddöntő                                         | Debreceni VSC                                        |
| 2010-2011                                            | Kupagyőztes                                          | Videoton FC                                          |
| 2009-2010                                            | Nyolcaddöntő                                         | Újpest FC                                            |
| 2008-2009                                            | Negyeddöntő                                          | Budapest Honvéd FC                                   |
| 2007-2008                                            | 4. forduló (16 közé jutásért)                        | Debreceni VSC                                        |
| 2006-2007                                            | 3. forduló (32 közé jutásért)                        | Makó FC                                              |
| 2005-2006                                            | 2. forduló (32 közé jutásért)                        | Felsőpakony SK                                       |
| 2004-2005                                            | 2. forduló (32 közé jutásért)                        | Dabas FC                                             |
| 2003-2004                                            | 3. forduló (16 közé jutásért)                        | MTK Budapest FC                                      |
| 2001-2002                                            | 3. forduló (16 közé jutásért)                        | FC Sopron                                            |
| 2000-2001                                            | Nem jutott a főtáblára                               | Nem jutott a főtáblára                               |
| 1999-2000                                            | Nem jutott a főtáblára                               | Nem jutott a főtáblára                               |
| 1998-1999                                            | Nem jutott a főtáblára                               | Nem jutott a főtáblára                               |
| 1997-1998                                            | Nem jutott a főtáblára                               | Nem jutott a főtáblára                               |
| 1997-1998                                            | Nem jutott a főtáblára                               | Nem jutott a főtáblára                               |
| 1996-1997                                            | 3. forduló (16 közé jutásért)                        | Szombathelyi Haladás                                 |
| 1995-1996                                            | Nem jutott a főtáblára                               | Nem jutott a főtáblára                               |
| 1994-1995                                            | Nem jutott a főtáblára                               | Nem jutott a főtáblára                               |
| 1993-1994                                            | Nem jutott a legjobb 32 közé                         | Nem jutott a legjobb 32 közé                         |
| 1992-1993                                            | Nem jutott a legjobb 32 közé                         | Nem jutott a legjobb 32 közé                         |
| 1991-1992                                            | Nem jutott a legjobb 32 közé                         | Nem jutott a legjobb 32 közé                         |
| 1990-1991                                            | Nem jutott a legjobb 32 közé                         | Nem jutott a legjobb 32 közé                         |
| 1989-1990                                            | 3. forduló (16 közé jutásért)                        | Budapest Honvéd FC                                   |
| 1988-1989                                            | Nem jutott a legjobb 32 közé                         | Nem jutott a legjobb 32 közé                         |
| 1987-1988                                            | 3. forduló (16 közé jutásért)                        | Békéscsabai Előre FC                                 |
| 1986-1987                                            | Nem jutott a legjobb 4 közé                          | Nem jutott a legjobb 4 közé                          |
| 1985-1986                                            | 2. forduló (32 közé jutásért)                        | Ferencvárosi TC                                      |
| 1984-1985                                            | Nem jutott a főtáblára                               | Nem jutott a főtáblára                               |
| 1983-1984                                            | 1. forduló (64 közé jutásért)                        | Ikarus Vasas                                         |
| 1982-1983                                            | Nem jutott a legjobb 32 közé                         | Nem jutott a legjobb 32 közé                         |
| 1981-1982                                            | Nem jutott a legjobb 32 közé                         | Nem jutott a legjobb 32 közé                         |
| 1980-1981                                            | Nem jutott a legjobb 32 közé                         | Nem jutott a legjobb 32 közé                         |

## Európa-liga
| Szezon  | Sorozat     | Forduló         | Csapat    | Otthon | Idegenben | Össz. |
| ------- | ----------- | --------------- | --------- | ------ | --------- | ----- |
| 2011-12 | Európa-liga | 2. Selejtezőkör | Aktöbe FK | 1-1    | 0-0       | 1-1   |

1 Az Aktöbe FK csapata jutott tovább, idegenben lőtt több góllal.

## UEFA Konferencia Liga
| Szezon  | Sorozat               | Forduló         | Csapat  | Otthon | Idegenben | Össz. |
| ------- | --------------------- | --------------- | ------- | ------ | --------- | ----- |
| 2023-24 | UEFA Konferencia Liga | 1. Selejtezőkör | Riga FC | 2-1    | 1-3       | 3-4   |

## Sikerek
Fontos megjegyezni, hogy 1963 és 1973/74 között az NB I/B jelentette a másodosztályt, így az NB II a harmadosztálynak felelt meg. Hasonló volt a lebonyolítás az 1997/98-as szezontól a 2004/05-ös szezonig. Az alábbi felsorolásban ezért az adott versenysorozat szintje, és nem a megnevezése szerepel.
Bajnoki címek a különböző szinteken :
- Másodosztály (Keleti csoport)
  - (1) 2007/2008
- Harmadosztály (Délkeleti, Alföld csoport)
  - (4) 1945/46, 1957/58, 1989/90, 1994/95
- Negyedosztály (Délkeleti csoport)
  - (2) 1966, 1972/73
- Bács-Kiskun megye I
  - (2) 1965, 2017/18

A modern bajnoki rendszer kialakítása előtt:
- Dél-Kerületi bajnokság másodosztály
  - (2) 1935/36, 1938/39

Magyar Kupa
- Kupagyőztes (2010–11)

Magyar Ligakupa
- Döntős (2011-12)

Magyar Szuperkupa
- Döntős (2011)

## Az élvonalbeli szereplés statisztikái

### Egyéni
Az alábbi statisztikák a Kecskeméti TE színeiben, az NB I-es mérkőzéseken elért eredményekre vonatkoznak. Félkövér betűvel szerepelnek, akik jelenleg is a klub alkalmazásában állnak. (utolsó frissítés: 2014. október 5.)
Legtöbb mérkőzés:
| Meccsek száma | Játékos neve           |
| ------------- | ---------------------- |
| 168           | Vladan Savić           |
| 113           | Francis Litsingi       |
| 108           | Gyagya Attila          |
| 91            | Vladan Čukić           |
| 71            | Csordás Csaba          |
| 67            | Bori Gábor             |
| 67            | Aleksandar Alempijević |
| 66            | Némedi Norbert         |

Legtöbb gól:
| Gólok száma | Játékos neve     |
| ----------- | ---------------- |
| 28          | Francis Litsingi |
| 26          | Csordás Csaba    |
| 24          | Montvai Tibor    |
| 17          | Tököli Attila    |
| 16          | Vladan Savić     |
| 15          | Lencse László    |

A kapusok statisztikái
| Név               | Meccsek | Lejátszott percek | Kapott gólok | Kapott gól nélküli mérkőzések |
| ----------------- | ------- | ----------------- | ------------ | ----------------------------- |
| Holczer Ádám      | 12      | 1024              | 26           | 2                             |
| Filip Lăzăreanu   | 14      | 1173              | 24           | 1                             |
| Romeo Mitrović    | 37      | 3127              | 62           | 12                            |
| Ribánszki László  | 28      | 2496              | 42           | 5                             |
| Tóth Zoltán       | 3       | 236               | 5            | 0                             |
| Pavle Velimirović | 3       | 236               | 5            | 0                             |
| Németh Gábor      | 26      | 2258              | 36           | 6                             |
| Antal Botond      | 33      | 2851              | 42           | 9                             |
| Borszéki Csaba    | 13      | 1090              | 18           | 4                             |
| Németh Viktor     | 8       | 810               | 21           | 0                             |
| Vukaśin Poleksić  | 10      | 900               | 7            | 5                             |
| Verebélyi Konrád  | 1       | 90                | 2            | 0                             |
| Tomás Tujvel      | 17      | 1530              | 21           | 6                             |

A vezetőedzők statisztikái
| Név                          | M  | Gy | D  | V  | LG | KG | P  |
| ---------------------------- | -- | -- | -- | -- | -- | -- | -- |
| Tomislav Sivić (I.)          | 41 | 17 | 8  | 16 | 76 | 70 | 59 |
| Czéh László                  | 4  | 1  | 0  | 3  | 6  | 9  | 3  |
| Csertői Aurél                | 6  | 2  | 2  | 2  | 6  | 7  | 8  |
| Urbányi István               | 16 | 5  | 3  | 8  | 28 | 35 | 18 |
| Losonczy László Szabó István | 2  | 1  | 0  | 1  | 2  | 2  | 3  |
| Tomislav Sivić (II.)         | 37 | 16 | 7  | 14 | 65 | 55 | 55 |
| Szabó István                 | 14 | 6  | 2  | 6  | 20 | 17 | 20 |
| Török László                 | 7  | 1  | 2  | 4  | 7  | 13 | 5  |
| Horváth Ferenc               | 22 | 11 | 6  | 5  | 34 | 27 | 39 |
| Bekő Balázs                  | 47 | 15 | 13 | 19 | 54 | 72 | 58 |

Legfiatalabb pályára lépő játékos:
Kitl Miklós (17 év, 1 hónap, 26 nap), 2014. július 27., KTE-Ferencváros 1:3
Legidősebb pályára lépő játékos:
Mladen Lambulić (38 év, 3 hónap, 14 nap), 2010. október 23., KTE-Videoton FC 2:4
Legfiatalabb gólt szerző játékos:
Kitl Miklós (17 év, 1 hónap, 26 nap), 2014. július 27., KTE-Ferencváros 1:3
Legidősebb gólt szerző játékos:
Németh Viktor (37 év, 26 nap), 2014. május 17.,Újpest-KTE 6:1

### Csapat
(A 2023. május 31.-i állapotok szerint)
Legnagyobb győzelem az első osztályban:
2009. augusztus 15.
KTE-Vasas 5:1
Legsúlyosabb hazai vereség az első osztályban:
2013. augusztus 10.
KTE-Mezőkövesd 2:6
Legsúlyosabb idegenbeli vereség az első osztályban: 
2014. május 17.
Újpest FC-KTE 6:1
Legtöbb gól egy mérkőzésen:
2009 július 25.
KTE-Videoton 3:6
Leghosszabb győzelmi sorozat:
4 mérkőzés (2010. november 6. – 2010. november 27.) és (2012. szeptember 29. – 2012. október 26.)
Leghosszabb veretlenségi sorozat:
10 mérkőzés (2022. november 08. – 2023. március 18.)
Leghosszabb vereségsorozat:
4 mérkőzés (2009. október 31. – 2010. február 27.) és (2010. augusztus 28. – 2010. október 2.)
Leghosszabb nyeretlenségi sorozat:
6 mérkőzés (2008. október 25. – 2009. március 8.) és (2013. augusztus 10. – 2013. szeptember 28.)
Összesített élvonalbeli mérleg, az egyes csapatok ellen:

| Csapat                | M  | GY | D | V | LG | KG | GK  | P  |
| --------------------- | -- | -- | - | - | -- | -- | --- | -- |
| Budapest Honvéd       | 17 | 9  | 6 | 2 | 28 | 17 | +11 | 33 |
| Debreceni VSC         | 17 | 4  | 4 | 9 | 18 | 29 | -11 | 16 |
| Diósgyőri VTK         | 12 | 4  | 4 | 4 | 14 | 15 | -1  | 16 |
| Dunaújváros PASE      | 2  | 1  | 1 | 0 | 2  | 0  | +2  | 4  |
| Eger                  | 2  | 2  | 0 | 0 | 5  | 1  | +4  | 6  |
| Fehérvár              | 17 | 6  | 2 | 9 | 22 | 32 | -10 | 20 |
| Ferencvárosi TC       | 15 | 4  | 4 | 7 | 19 | 21 | -2  | 16 |
| Győri ETO             | 14 | 5  | 3 | 6 | 19 | 23 | -4  | 18 |
| Kaposvári Rákóczi     | 12 | 6  | 0 | 6 | 26 | 20 | +6  | 18 |
| Kisvárda              | 3  | 2  | 1 | 0 | 5  | 3  | +2  | 7  |
| Lombard Pápa          | 12 | 4  | 1 | 7 | 16 | 20 | -4  | 13 |
| Mezőkövesd            | 5  | 2  | 0 | 3 | 5  | 9  | -4  | 6  |
| MTK                   | 12 | 4  | 4 | 4 | 19 | 17 | +2  | 16 |
| Nyíregyháza Spartacus | 8  | 2  | 2 | 3 | 9  | 12 | -3  | 11 |
| Paksi FC              | 17 | 4  | 5 | 8 | 21 | 25 | -4  | 17 |
| Pécs                  | 10 | 4  | 3 | 3 | 10 | 12 | -2  | 15 |
| Puskás Akadémia FC    | 7  | 2  | 3 | 2 | 10 | 11 | -1  | 9  |
| Rákospalotai EAC      | 2  | 2  | 0 | 0 | 6  | 3  | +3  | 6  |
| Siófok                | 8  | 6  | 0 | 2 | 17 | 9  | +8  | 18 |
| Szolnoki MÁV FC       | 2  | 1  | 0 | 1 | 5  | 4  | +1  | 3  |
| Szombathelyi Haladás  | 14 | 3  | 5 | 6 | 19 | 24 | -5  | 14 |
| Újpest FC             | 17 | 5  | 4 | 8 | 24 | 36 | -12 | 19 |
| Vasas                 | 11 | 8  | 3 | 0 | 23 | 8  | +15 | 27 |
| Zalaegerszegi TE      | 11 | 5  | 3 | 3 | 17 | 10 | +7  | 18 |

## Játékoskeret
2024. január 21. szerint.
A vastaggal jelzett játékosok felnőtt válogatottsággal rendelkeznek.
A dőlttel jelzett játékosok kölcsönben szerepelnek a klubnál.
*A második csapatban is pályára lépő játékos.
**Kooperációs szerződéssel a Tiszakécskében is pályára lépő játékos.
Az érték oszlopban szereplő , , és = jelek azt mutatják, hogy a Transfermarkt legutóbbi adatfrissítése előtti állapothoz képest mennyit  nőtt, csökkent a játékos értéke, vagy ha nem változott, akkor azt az = jel mutatja.
| Mezszám                | Név                | Nemzetiség     | Születési hely | Születési idő (kor)            | Korábbi csapat        | Érték(€)           | Szerződés lejárta |
| ---------------------- | ------------------ | -------------- | -------------- | ------------------------------ | --------------------- | ------------------ | ----------------- |
|                        |                    |                |                |                                |                       |                    |                   |
| Kapusok                |                    |                |                |                                |                       |                    |                   |
| 1                      | Fadgyas Tamás      | magyar         | Budapest       | 1995. november 20. (29 éves)   | Győri ETO FC          | 150 000 (=)        | 2025.06.30.       |
| 20                     | Varga Bence        | magyar         | Kazincbarcika  | 1996. január 9. (29 éves)      | MTK Budapest FC       | 350 000 (=)        | 2026.06.30.       |
| 46                     | Kersák Roland*     | magyar         | Budapest       | 1997. július 31. (27 éves)     | FC Dabas              | 100 000 (=)        | 2024.06.30.       |
| Védők                  |                    |                |                |                                |                       |                    |                   |
| 4                      | Grünvald Attila    | magyar         | Szeged         | 1991. július 26. (33 éves)     | SZEOL SC              | 150 000 (=)        | Nem publikus      |
| 6                      | Katona Levente     | magyar         | Mohács         | 2001. december 31. (23 éves)   | Pécsi Mecsek FC       | 150 000 ( 75 000)  | Nem publikus      |
| 15                     | Szabó Alex         | magyar         | Nagyatád       | 1998. augusztus 26. (26 éves)  | Kaposvári Rákóczi FC  | 350 000 ( 50 000)  | 2025.06.30.       |
| 18                     | Belényesi Csaba    | magyar         | Debrecen       | 1994. március 3. (31 éves)     | Diósgyőri VTK         | 375 000 (=)        | 2024.06.30.       |
| 21                     | Matheus Leoni      | brazil · olasz | Porto Velho    | 1991. szeptember 20. (33 éves) | Kisvárda FC           | 300 000 ( 100 000) | 2025.06.30.       |
| 25                     | Nagy Olivér        | magyar         | Budapest       | 2003. március 12. (22 éves)    | Ferencváros II        | 75 000 (=)         | 2024.06.30.       |
| 26                     | Szűcs Kornél       | magyar         | Miskolc        | 2001. szeptember 24. (23 éves) | Diósgyőri VTK         | 250 000 ( 125 000) | 2026.06.30.       |
| 57                     | Iyinbor Patrick    | magyar         | Budapest       | 2002. január 7. (23 éves)      | Ferencváros II        | 250 000 (=)        | 2024.06.30.       |
| 74                     | Polyák Kristóf**   | magyar         | Székesfehérvár | 2004. július 5. (20 éves)      | Budapest Honvéd FC II | 75 000 (=)         | Nem publikus      |
| 77                     | Zeke Márió         | magyar         | Sopron         | 2000. szeptember 1. (24 éves)  | Fehérvár FC           | 350 000 ( 25 000)  | Nem publikus      |
| Középpályások          |                    |                |                |                                |                       |                    |                   |
| 8                      | Banó-Szabó Bence   | magyar         | Kecskemét      | 1999. július 25. (25 éves)     | Budapest Honvéd FC    | 400 000 ( 100 000) | 2025.06.30.       |
| 10                     | Nagy Krisztián     | magyar         | Kaposvár       | 1995. július 18. (29 éves)     | Debreceni EAC         | 300 000 ( 75 000)  | 2025.06.30.       |
| 11                     | Horváth Krisztofer | magyar         | Hévíz          | 2002. január 8. (23 éves)      | Torino FC             | 900 000 ( 300 000) | 2024.06.30.       |
| 14                     | Kovács Kolos*      | magyar         | Cegléd         | 2005. február 19. (20 éves)    | Ceglédi VSE           | 10 000 ( 10 000)   | Nem publikus      |
| 16                     | Vágó Levente       | magyar         | Szeged         | 1992. szeptember 15. (32 éves) | Mosonmagyaróvári TE   | 350 000 (=)        | 2024.06.30.       |
| 23                     | Mihajlo Meszhi     | UKR            | Doneck         | 1997. február 26. (28 éves)    | FK Minaj              | 200 000 ( 25 000)  | 2024.06.30.       |
| 27                     | Zsótér Donát       | magyar         | Szeged         | 1996. január 6. (29 éves)      | Budapest Honvéd FC    | 250 000 (=)        | 2025.06.30.       |
| 44                     | Nikitscher Tamás   | magyar         | Zalaegerszeg   | 1999. november 3. (25 éves)    | Pécsi Mecsek FC       | 300 000 ( 100 000) | 2025.06.30.       |
| 70                     | Artner Dávid*      | magyar         | Szombathely    | 2004. szeptember 25. (20 éves) | Mosonmagyaróvári TE   | 10 000 (=)         | Nem publikus      |
|                        | Derekas Zoltán     | magyar         | Budapest       | 1998. szeptember 19. (26 éves) | Szombathelyi Haladás  | 100 000 ( 50 000)  | Nem publikus      |
| Támadók                |                    |                |                |                                |                       |                    |                   |
| 7                      | Pálinkás Gergő     | magyar         | Mátészalka     | 1996. december 22. (28 éves)   | Kazincbarcikai SC     | 125 000 ( 25 000)  | Nem publikus      |
| 9                      | Májer Milán        | magyar         | Budapest       | 1999. június 28. (25 éves)     | Zalaegerszegi TE FC   | 150 000 ( 25 000)  | 2024.06.30.       |
| 22                     | Tóth Barna         | magyar         | Budapest       | 1995. március 13. (30 éves)    | FC Ajka               | 300 000 ( 50 000)  | 2024.06.30.       |
| 55                     | Lukács Dániel      | magyar         | Budapest       | 1996. április 3. (28 éves)     | Diósgyőri VTK         | 350 000 ( 50 000)  | Nem publikus      |
| 99                     | Szendrei Ákos      | magyar         | Szekszárd      | 2003. január 23. (22 éves)     | FC DAC 1904           | 150 000 (=)        | 2024.06.30.       |
| Kölcsönadott játékosok |                    |                |                |                                |                       |                    |                   |
| Név                    | Poszt              | Nemzetiség     | Születési hely | Születési idő (kor)            | Kölcsönben itt        | Érték (€)          | Szerződés lejárta |
| Bodor Zoltán           | támadó             | magyar         | Kecskemét      | 2003. március 4. (22 éves)     | Ceglédi VSE           | 50 000 (=)         | 2024.06.30.       |

## Klubvezetés és Szakmai stáb
2025. március 21. szerint.
| Tulajdonos         | Horváth Építőmester Zrt. | Vezetőedző           | Szabó István   | Klubigazgató                | Czéh László     |
| Ügyvezető          | dr. Filus Andor          | Pályaedző            | Kerekes Barna  | Erőnléti edző               | Buzási Péter    |
| Sportigazgató      | Tóth Ákos                | Kapusedző            | Trepák Attila  | Utánpótlás szakmai igazgató | Szabó Tibor     |
| Fizioterapeuta     | Turkevi Nagy Ildikó      | Manuálterapeuta      | Nemes László   | Masszőr                     | Huber Bálint    |
| Videóelemző, scout | Lénárt Máté              | Kommunikációs vezető | Nyitray András | Technikai vezető            | Farkas István   |
| Pénzügy            | Kapusztik Adrienn        | Szertáros            | Kovács Sándor  | Másodedző                   | Csizmadia Csaba |

## Mezek

### Jelenlegi mezek
A KTE játékosai napjainkban az alábbi mezekben lépnek pályára:
| Hazai mez | Idegenbeli mez | A hazai mez variánsa | Kapusmez | Kapusmez |

### Korábbi mezek
Néhány korábbi összeállítás:
| A második világháború előtt | A második világháború után | Hatvanas évek közepe | Hetvenes évek eleje | Hetvenes évek | Nyolcvanas évek közepe | Nyolcvanas évek közepe | Kilencvenes évek közepe | 2000-es évek, Kapusmez (Nagy Zsolt) |

.Korábbi vezetőedzők
Az alábbi lista a Kecskeméti TE vezetőedzőit tartalmazza, az ideiglenesen megbízott edzők nélkül. (1999-től teljes a lista)
- Magó János (1937)
- Singer Ernő (1938)
- Steiner János (1947)
- Fehérvári József (1948)
- Horváth Ferenc (1949)
- Nagy János (1951)
- Serényi Imre (1952)[21]
- Horváth János (1952)
- Dragollovich Gyula (1952)
- Kósa Károly (1953)
- Dragollovich Gyula (1953)
- Jánosi Béla (1954)[22]
- Weisz Jenő (1957)
- Garamszegi József (1958)
- Hauser Jenő (1961)
- Kósa Károly (1961)
- Molnár Ferenc (1963)
- Fejes József (1965)[23]
- Dombóvári András (1965–1966)
- Németh József (1966)
- Lyka Antal (1968–1969)[24]
- Lenner Gyula (1969)[25]
- Vass János (1969–1970)
- Varga Béla (1971–1973)
- Máté Ferenc (1975–1976)
- Bánáti Rezső (1976–1977)[26]
- Bánhidi József (1976) megbízott
- Bánhidi József (1977)
- Vereb István (1977–1978)[27]
- Gacs Tibor (1978–1979)
- Vereb István (1979–1982)[28]
- Zimmermann Gyula (1982–1983)
- Sz. Tóth Antal (1984–1991)
- Linka József (1994–1997)
- Szabó György (1998–1999)
- Gracza Tibor (1999)
- Nagy László (1999 – 2001. november)
- Gabala Ferenc (2001. november – 2002. május)
- Kiprich József (2002. május – 2003. július)
- Ioan Pătraşcu  (2003. július – 2003. október)
- Gracza Tibor (2003. október – 2004. április)
- Glázer Róbert (2004. április – 2004. szeptember)
- Gálhidi György (2004. szeptember)
- Leskó Zoltán (2004. szeptember – 2005. március)
- Gracza Tibor (2005. március – 2005. nyár)
- Ioan Pătraşcu  (2005. nyár – 2005. november)
- Török László (2006. január – 2006. szeptember)
- Varga István (2006. szeptember – 2007. január)
- Nagy Tamás (2007. január – 2007. július)
- Szivics Tomiszlav  (2007. július – 2009. október)
- Csertői Aurél (2009. október – 2010. április)
- Urbányi István (2010. április – 2010. szeptember)
- Szivics Tomiszlav (2010 – 2011. november)
- Török László (2011 november – 2012. szeptember)
- Horváth Ferenc (2012 szeptember – 2013. június)
- Bekő Balázs (2013 június–2015)
- Márton Pál (2015)
- Némedi Norbert (2016–2018)
- Szabó Tibor (2018–2019)
- Zoran Kuntić  (2019)
- Gombos Zsolt (2019–2021)[29]
- Szabó István (2021–2024)[30]

## Híres játékosok
* a félkövérrel írt játékosok rendelkeznek felnőtt válogatottsággal.
- Sidoine Oussou
- Romeo Mitrović
- Pato
- Vukašin Poleksić
- Francis Litsingi
- Foxi Kéthévoama
- Goran Vujović
- Vladan Savić
- Sebastian Moga
- Rafael Burgos
- Aleš Kokot
- Milan Rakić
- Henri Eninful
- Misheck Lungu
- Balogh Béla
- Bori Gábor
- Csizmadia Csaba
- Debreceni András
- Farkas Balázs
- Forró Gyula
- Gyurcsó Ádám
- Koller Ákos
- Laczkó Zsolt
- Rajczi Péter
- Sass János
- Tököli Attila
- Vaskó Tamás

## Szurkolók
Természetesen a Kecskeméti TE legtöbb szurkolója kecskeméti lakos, de jelentős a csapat népszerűsége Bács-Kiskun megye többi részén is, valamint nem szabad elfelejteni a kecskeméti gyökerekkel rendelkező, de Budapesten dolgozó vagy ott tanuló szurkolókat sem. A KTE (korábban pedig a KFC) legfőbb szervezett szurkolói csoportja a Kecskemét Devils. volt. Azóta több ultra csoport is működik a lelátón, így az Ultras Kecskemét a Viola Devils és Régimódi Urak is.

## Kapcsolatok más szurkolótáborokkal
Mivel a Kecskeméti TE sokáig nem játszott az első osztályban, a legnagyobb vetélytársa is a Kecskeméti SC volt. Az első élvonalbeli év után barátság alakult ki a másik újonc, a Haladás szimpatizánsaival, illetve később a kaposvári ultrákkal, majd a Honvéd szurkolóival is. A másodosztályból főleg a Békéscsaba és BKV Előre SC szurkolóival alakult ki jó viszony. A kecskeméti drukkerek alapelve, hogy barátságosan és szívélyesen fogadják a többi csapat táborát, gyakran vesznek részt a különböző országos szurkolói focitornákon. A KTE a másodosztályban korábban szerzett riválisokat, akikkel a feljutásért versenyeztek, ezek a Szolnoki MÁV FC és a Ferencvárosi TC, de a városok közötti rivalizálás miatt ide sorolhatjuk a Baját és Tiszakécskét is.

## Stadion

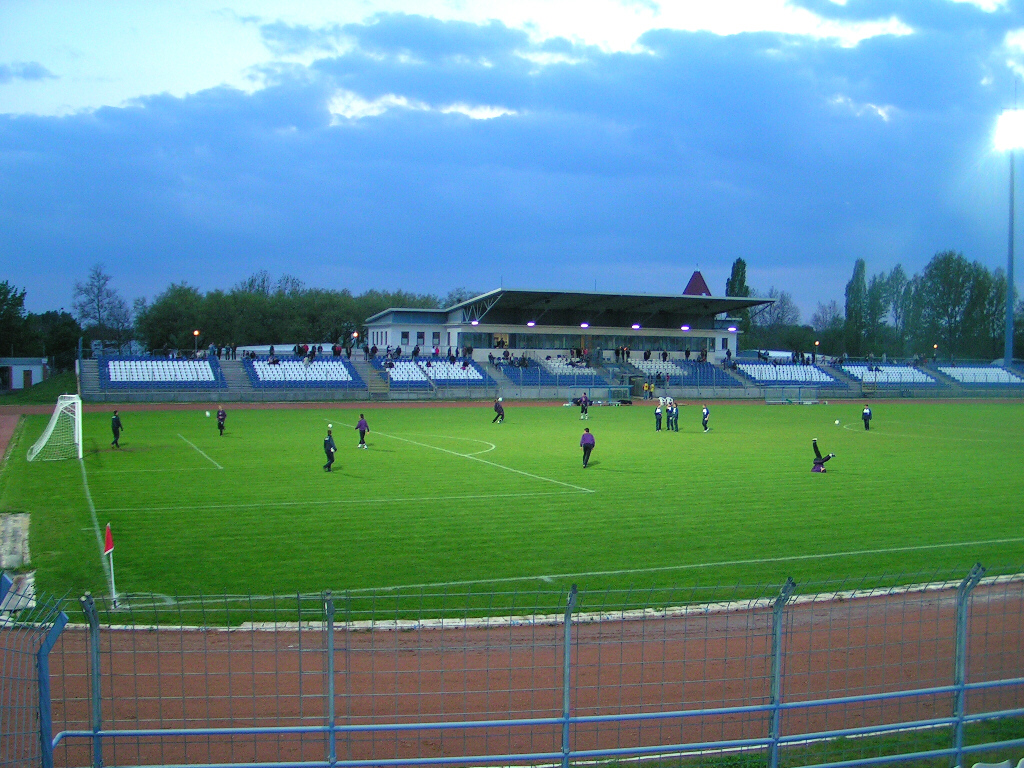
A kecskeméti Széktói Stadion

A KTE futballstadionja a Széktói Stadion. A létesítmény, mely a közeli városrészről lett elnevezve, 1962 augusztus 20-án került átadásra. A marathoni kapus betonkaréj rengeteg társadalmi-önkéntes munkával valósult meg. A területen már a múlt század 20-as 30-as éveitől is aktív "football" élet folyt, 2-3 elkülönített pályán mérkőztek a kecskeméti csapatok. A KTE ekkor egy fakerítéses, falelátós pályán játszott (a mai hármas pálya), ahonnan 1926-ban a Műkertvárosba, majd 1945-ben a Kurucz körúti pályára költözött, és csak ötven év múlva települt át a jelenlegi helyére.
A stadion életében 2002 jelentett nagy változást, hiszen kormányzati és önkormányzati fedezetből – több mint 500 millió forintból – felújításra kerültek a lelátók, s korszerű fejépület nőtt ki a földből. A 4300 db műanyag ülés, a négyárbócos, 500 lux fényerejű teljesen új világítás (ezt 2008-ban 1200 luxra bővítették), a korszerű öltözők és irodák, rendelő, országos szinten is színvonalas otthont adott az egy évvel később újra elindult KTE csapatának.
2011 nyarán a stadiont felújították, új széksorok kerültek a hazai szektorba és a lépcső festést kapott.

## Nézőszám és népszerűség
A KTE régi, Kurucz körúti pályán lejátszott mérkőzésein a futballmérkőzések átlagos nézőszáma 1000-2000 körül mozgott, de nem volt ritka a 3-4 ezres nézőszám sem. Az elkészült Széktói Stadionban játszó többi csapat mérkőzései változó nézőszámot vonzottak. Igazán nagy rangadóknak a KSC-KTE mérkőzések, a kupamérkőzések és a helyosztó mérkőzések számítottak. A 2000-es évek elején a KFC (Kecskeméti Futball Club) bajnokesélyes csapata mindössze 1500-2000 főt tudott a lelátókra csalni. Ennek magyarázata, hogy a KFC-t nem tekintették a szurkolók a "város csapatának".
A 2007/08-as bajnokság alatt Kecskeméten a helyi labdarúgás nézettsége jelentősen megugrott. Az őszi idény első meccsein ugyan csak a szokásos 2-300 néző foglalt helyet, utána viszont – a sikeres szereplésnek és a kellemes tavaszi időnek köszönhetően – 2-3000, majd pedig 6000 főre nőtt a Széktói Stadionba kilátogatók száma. A 2007/08-as bajnoki idényben a csapatot néhány idegenbeli meccsre is 400-500 fő kísérte el, ez is rekordnak számít.
Nézőcsúcsok:
- A felújítás (2002) előtt: KTE-Diósgyőr 1-0 (1995. ősz) kb. 8000
- A felújítás után: KTE – Ferencváros 2-2 (2006. szeptember 16.): 8000-8500
- Az NB I-ben: KTE – Ferencváros 3-1 (2009. október 24.) 5500

## Utánpótlás
A KTE utánpótlása a különböző korcsoportokból áll:
- U19, Vezetőedző: Lóczi Péter
- U-17, Vezetőedző: Paksi Péter
- U-16, Vezetőedző: Benke József
- U-15, Vezetőedző: Torbavecz Tamás
- U-14, Vezetőedző: Csima Gyula
- U-13, Vezetőedző: Dócs Dániel
- U-12, Vezetőedző: Verebélyi Gábor
- U-11, Vezetőedző: Pelikán István
- U-10, Vezetőedző: Filus Gábor
- U-9, Vezetőedző: Fűkő Péter
- U-8, Vezetőedző: Rádi Zsolt
- U-7, Vezetőedző: Kovács Tamás

## Más kecskeméti csapatok
A KTE mellett több labdarúgócsapat is játszott a városban, zömmel a megyei bajnokságok szintjén, ezek közül több már felfüggesztette működését.

### Megszűnt csapatok
- Kecskeméti SC: Több csapat is működött ezen a néven a városban a huszadik század során, a legjelentősebb a Kecskeméti Dózsa 1972-es átszervezésével létrehozott KSC volt, mely sokáig a KTE legnagyobb riválisának számított, a másod-, és a harmadosztály között ingadozott, híres játékosai voltak többek között Czéh László, Erdei Sándor, Puskás Béla, Ravasz László, Tóth Csaba. 1998-ban egyesült a KSC a KTE-vel, így létrejött a KFC nevű csapat, mely a KSC kék-fehér színeit kapta.[39]
- Kecskeméti SC: Ez volt a legkorábbi KSC nevű egyesület. A helyi kereskedők csapata volt a huszadik század elején, 1913-ban beolvadt a KTE-be, magával hozva a lila-fehér klubszíneket.
- Kecskeméti AC: 1899-ben alapították, az 1910-1911-es, az 1919-1920-as és az 1922-1923-as bajnokságban a helyi kerület győztese, 1925-ben máig legsikeresebb kecskeméti csapatként a magyar labdarúgókupa elődöntőjébe jutott.[40] 1949-ben egyesült a KTE-vel.
- Kecskeméti Dózsa: 1950-ben alapították, sokáig a másodosztály stabil csapata volt, 1972-ben átszervezték a Kecskeméti SC-vé.
- Honvéd Mezőfi István SE: 1959-ben alapították, a helyi katonai repülőtér csapata volt, piros-fehér klubszínekkel. Kecskeméti Repülő SC néven 1994-ben beolvadt a KSC-be.
- Kecskeméti MÁV SE: 1934-ben alapították, a Kurucz körúti pályán játszotta mérkőzéseit, 1999-ben megszűnt.[41]
- Kecskeméti Építők: A szocializmus alatt működött.

### Aktív csapatok
- Kecskeméti LC: jelenleg az megyei I. osztályban szerepel.

## Ajánlott irodalom
- Heltai Nándor: Gólok, bajnokok, sorsok – A Kecskeméti Testedző Egyesület 75 éve, 1986
- Vincze Miklós: Kis magyar fociláz,[42] 2008
- Szabó Pál Miklós: Rég volt, fiúk – Adalékok Kecskemét és Szeged focitörténetéhez, 1989